# Miconia eugenioides
Miconia eugenioides är en tvåhjärtbladig växtart som beskrevs av José Jéronimo Triana. Miconia eugenioides ingår i släktet Miconia och familjen Melastomataceae. Inga underarter finns listade i Catalogue of Life.